# The School Spy
The School Spy var en TV-serie i två delar som genom en fiktiv berättelse skapade intresse för högstadieungdomars val till gymnasiet. Serien handlade om en amerikansk reporter som jagar svenska ungdomar. The School Spy sändes i SVT2 i december 2002 och januari 2003.